# Barão de São Lázaro
Barão de São Lázaro é um título nobiliárquico criado por D. Manuel II de Portugal, por Decreto de 21 de Maio de 1908, em favor de Fernando Luís Raio de Carvalho.
Titulares
1. Fernando Luís Raio de Carvalho, 1.º Barão de São Lázaro.

Após a Implantação da República Portuguesa, e com o fim do sistema nobiliárquico, usou o título: 
1. João de Paiva de Faria Leite Brandão, 2.º Barão de São Lázaro.